# Sint-Audomaruskerk (Hondegem)
De Sint-Omaarskerk of Sint-Audomaruskerk (Frans: Église Saint-Omer) is de parochiekerk van de gemeente Hondegem in het Franse Noorderdepartement.

## Geschiedenis
In de 11e eeuw stond hier al een kerk. Deze werd opgevolgd door een 13e eeuwse driebeukige kruiskerk met een romaanse vieringtoren welke aan de noordzijde in kalksteen en aan de zuidzijde in ruwe breuksteen uit Kassel werd gebouwd.
In 1910 werd de kerk door brand getroffen. In 1912 kwam een nieuwe kerk, in neogotische stijl, gereed. Het is een driebeukige kerk met voorgebouwde toren.